# Håkan Hellström

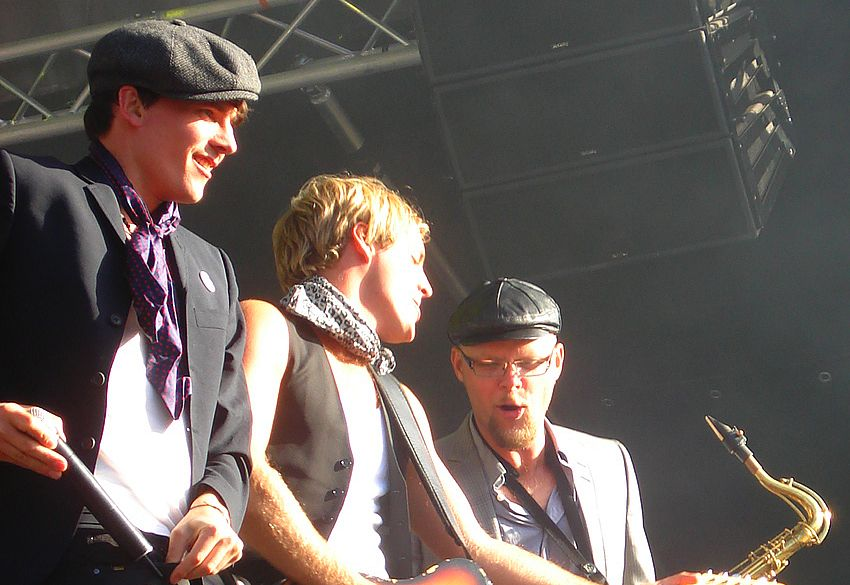
Håkan Hellström, 20.07.08 Malmö

Håkan Hellström (Älvsborg, Göteborg, 2 april 1974) is een Zweedse muzikant. Hij brak in 2000 door in Zweden met het nummer Känn ingen sorg för mig Göteborg ("Heb geen medelij met mij, Göteborg"). Het gelijknamige album is een klassieker. In 2002 volgde het album Det är så jag säger det en in 2005 kwam het album Ett kolikbarns bekännelser uit. Het album Nåt gammalt, nåt nytt, nåt lånat, nåt blått is een verzameling van oud materiaal dat de reguliere albums nooit gehaald heeft en een aantal nieuwe nummers. In 2006, na de geboorte van zijn zoon, kondigde hij een pauze aan. Wel volgde in 2008 het album För sent för Edelweiss. In de zomer 2010 speelde Håkan Hellström tijdens het muziekfestival Way Out West in Göteborg zijn debuutalbum Känn ingen sorg för mig Göteborg in zijn geheel ter gelegenheid van het feit dat het album 10 jaar eerder uitkwam. Later dat jaar kwam het album 2 steg från Paradise uit. In 2013 bracht Håkan Hellström het album Det kommer aldrig va över för mig uit. In totaal bracht tot nu toe hij 8 albums uit, waarvan 7 de toppositie in Sverigetopplistan behaalden.
Hellström is een van de meest populaire artiesten in Zweden. Hij krijgt echter ook de nodige kritiek op zijn stem, omdat sommigen vinden dat hij vals zingt. Hellström behandelt in zijn teksten thema's zoals liefde, weemoed en uitsluiting. De meeste nummers spelen zich af in en rond zijn geboortestad Göteborg. Hellström staat, samen met zijn band Augustifamiljen, bekend om zijn energieke optredens. Ook heeft hij sinds zijn doorbraak regelmatig opgetreden op Allsång på Skansen, een Zweeds muziekevenement dat sinds 1935 gedurende de zomermaanden wordt georganiseerd in Skansen (een openluchtmuseum in Stockholm).
Hellström speelde drums in de Zweedse indie pop band Broder Daniel tussen 1988 en 1994. In 1997 kwam hij terug bij de band om bas te spelen. Uiteindelijk verliet hij de band in 2003 opnieuw om zich compleet te kunnen focussen op zijn solocarrière.
Hellström is een toegewijd supporter van de voetbalclub GAIS Göteborg uit Göteborg. Een van zijn nummers, "Gårdakvarnar och skit", wordt gebruikt als opkomstmuziek bij de thuiswedstrijden van GAIS. Hellström speelde rechtsback bij de jeugd van GAIS tussen zijn 12e en 16e jaar.
Op 7 juni 2014 zou Hellström optreden op de Slottsskogsvallen in Göteborg, maar er was zoveel vraag naar kaarten dat het concert werd verhuisd naar het Ullevi stadion, ook in Göteborg. Volgens Hellström werd dit concert het hoogtepunt uit zijn carrière. Bijna 70.000 mensen bezochten het concert, het grootste aantal bezoekers van een concert in Zweden. Een registratie van het concert is te vinden op het livealbum Håkan boma ye!

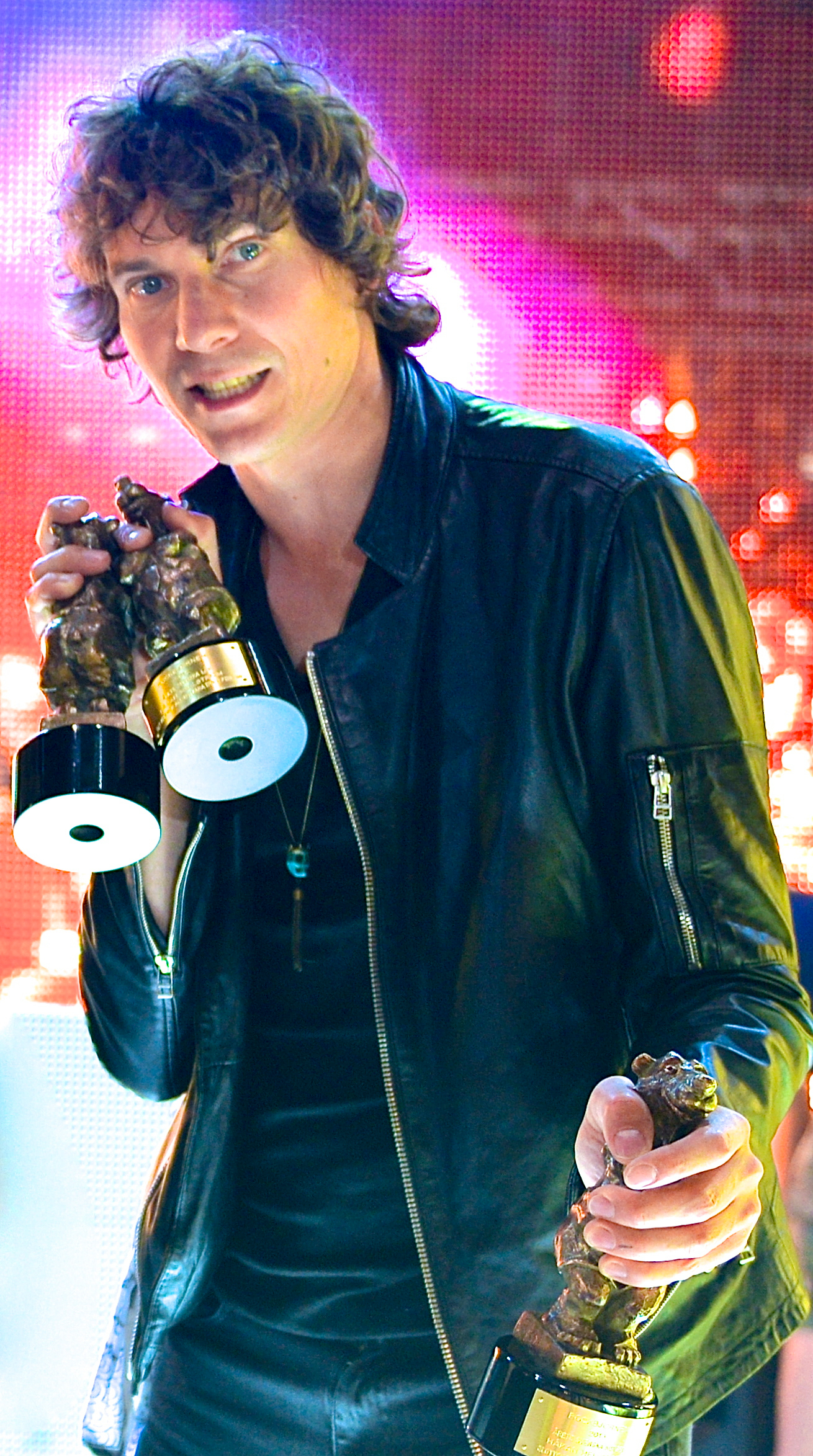
Hellström won op 28 augustus 2013 in Stockholm 3 prijzen bij Rockbjörnen, een belangrijkste Zweedse muziekprijs.

## Discografie

### Albums
- 2000 - Känn ingen sorg för mig Göteborg
- 2002 - Det är så jag säger det
- 2005 - Ett kolikbarns bekännelser
- 2005 - Nåt gammalt, nåt nytt, nåt lånat, nåt blått
- 2008 - För sent för Edelweiss
- 2010 - Samlade singlar 2000-2010
- 2010 - 2 steg från paradise
- 2013 - Det kommer aldrig va över för mig
- 2014 - Håkan boma ye!

### Singles
- 2000 - Känn ingen sorg för mig Göteborg
- 2000 - Ramlar
- 2001 - En vän med en bil
- 2001 - Nu kan du få mig så lätt
- 2002 - Kom igen Lena!
- 2003 - Den fulaste flickan i världen
- 2003 - Mitt Gullbergs Kaj paradis
- 2005 - En midsommarnattsdröm
- 2005 - Dom kommer kliva på dig igen
- 2005 - Gårdakvarnar och skit
- 2005 - 13
- 2006 - Jag hatar att jag älskar dig och jag älskar dig så mycket att jag hatar mig
- 2006 - Klubbland
- 2008 - För en lång lång tid
- 2008 - Kär i en ängel
- 2008 - Jag vet inte vem jag är men jag vet att jag är din
- 2010 - Saknade te havs
- 2010 - River en vacker dröm
- 2010 - Jag vet vilken dy hon varit i